# Borek (ort i Tjeckien, Södra Böhmen, lat 49,02, long 14,50)
Borek är en ort i Tjeckien.   Den ligger i regionen Södra Böhmen, i den centrala delen av landet, 120 km söder om huvudstaden Prag. Borek ligger 418 meter över havet och antalet invånare är 1 157.
Terrängen runt Borek är lite kuperad. Runt Borek är det tätbefolkat, med 343 invånare per kvadratkilometer. Närmaste större samhälle är České Budějovice, 5,8 km söder om Borek. Omgivningarna runt Borek är en mosaik av jordbruksmark och naturlig växtlighet.